# Liste de statues équestres d'Arménie
Cet article recense les statues équestres en Arménie.

## Liste
| Œuvre                                        | Auteur                                         | Commune | Localisation                  | Notes                | Installation | Coordonnées                       | Illustration                                    |
| -------------------------------------------- | ---------------------------------------------- | ------- | ----------------------------- | -------------------- | ------------ | --------------------------------- | ----------------------------------------------- |
| Statue équestre de Hovhannes Bagramian (hy)  | Norayr Karganyan (hy), Eduard Arevshatyan (hy) | Erevan  | Avenue du Maréchal-Baghramyan | Hovhannes Bagramian  | 2003         | 40° 11′ 31″ nord, 44° 30′ 16″ est | Statue équestre de Hovhannes Bagramian, Erevan  |
| Statue équestre de Haïk Bjichkian (hy)       | Souren Nazarian (hy)                           | Erevan  |                               | Haïk Bjichkian       | 1977         | 40° 12′ 01″ nord, 44° 33′ 56″ est | Statue équestre de Haïk Bjichkian, Erevan       |
| Statue de David de Sassoun                   | Ervand Kotchar                                 | Erevan  |                               | David de Sassoun     | 1959         | 40° 09′ 05″ nord, 44° 30′ 34″ est | Statue de David de Sassoun, Erevan              |
| Statue équestre d'Andranik Ozanian (hy)      | Ara Chiraz, Aslan Mkhitaryan (hy)              | Erevan  |                               | Andranik Ozanian     | 2002         | 40° 10′ 21″ nord, 44° 30′ 53″ est | Statue équestre d'Andranik Ozanian, Erevan      |
| Statue équestre de Vardan II Mamikonian (hy) | Ervand Kotchar                                 | Erevan  |                               | Vardan II Mamikonian | 1975         | 40° 10′ 27″ nord, 44° 31′ 14″ est | Statue équestre de Vardan II Mamikonian, Erevan |
| Statue équestre d'Achot III                  |                                                | Gyumri  |                               | Achot III            |              | 40° 47′ 14″ nord, 43° 50′ 48″ est | Statue équestre d'Achot III, Gyumri             |
| Monument à la bataille d'Avarayr (hy)        | Artush Papoyan (hy)                            | Gyumri  | Place Vardanants (hy)         | Vardan II Mamikonian | 2008         | 40° 47′ 07″ nord, 43° 50′ 30″ est | Monument à la bataille d'Avarayr, Gyumri        |
| Statue équestre d'Andranik Ozanian (hy)      | Tadevos Gevorgyan (hy)                         | Gyumri  |                               | Andranik Ozanian     | 1989         | 40° 46′ 52″ nord, 43° 50′ 41″ est | Statue équestre d'Andranik Ozanian, Gyumri      |
| Statue équestre d'Achot II (hy)              | Armen Davtyan                                  | Idjevan |                               | Achot II             | 2017         | à géolocaliser                    | Statue équestre d'Achot II, Idjevan             |
| Statue équestre de David Bek (hy)            | Sergei Bagdasarian                             | Kapan   |                               | David Bek            |              | à géolocaliser                    | Statue équestre de David Bek, Kapan             |
| Statue équestre d'Andranik Ozanian           |                                                | Navur   |                               | Andranik Ozanian     |              | à géolocaliser                    | Statue équestre d'Andranik Ozanian, Navur       |